# أحداث مايو 1937
أحداث مايو 1937 (بالإسبانية: Jornadas de Mayo de 1937)‏ تشير إلى سلسلة من مواجهات جرت داخل الجانب الجمهوري بين 3 و 8 مايو 1937 في مدن مختلفة في مقاطعات كاتالونيا، وتركزت في مدينة برشلونة. في سياق الحرب الأهلية الإسبانية.
في تلك الأحداث، اشتبكت الجماعات الأناركية والماركسية من جهة ضد حكومة الجمهورية وحكومة كتالونيا وبعض الجماعات السياسية (خاصة الاشتراكيين والشيوعيين الكتالونيين) من جهة أخرى. كانت نقطة الذروة هي المواجهة بين الشرعية الجمهورية قبل الحرب والثورة الإسبانية (1936)، حيث كانت بينهما احتكاكات منذ انقلاب 18 يوليو 1936.

## الخلفية: الاحتمال الطويل للصراع
بعد فشل التمرد العسكري في برشلونة في يوليو 1936، أضحت مدينة برشلونة ثم من بعدها باقي مناطق كتالونيا تحت سيطرة الميليشيات العمالية، وخاصة الاتحاد الأناركي CNT-FAI واتحاد العمال العام UGT. ومباشرة بعد الاستيلاء على آخر ثكنة متمردة التقى القادة الفوضويون مع لويس كومبنيس رئيس مجلس كتالونيا العام ونتيجة للاجتماع تشكلت اللجنة المركزية للميليشيات المناهضة للفاشية في كاتالونيا، وكانت الحكومة الفعلية لبرشلونة وكل كاتالونيا، حيث مثلت معظم أحزاب جبهة اليسار (وهو إسم الجبهة الشعبية في كاتالونيا)؛ فقدت الخنيراليتات والحكومة المركزية حرية العمل، وكانا سلبين في مواجهة الثورة التي تجري في كاتالونيا، والتي امتدت إلى أراغون. تم تجميع الصناعات بشكل جماعي، ولكن دائما يواجههم الرفض عندما يذهبون إلى البنوك (جماعية، ولكن تحت سيطرة شيوعية) لطلب القروض، لأنهم ليسوا تحت إشراف الخنيراليتات. وفي أكتوبر حلت اللجنة نفسها وأصبح أعضاؤها مستشارين في حكومة خنيراليتات كاتالونيا. لكن هيئة دوريات المراقبة (بالإسبانية: Patrullas de Control)‏ (وهي منظمة ثورية شبه شرطة تسيطر عليها CNT-FAI) واصلت نشاطها بحرية كاملة، نظرًا لاستحالة سيطرة الحكومة الكاتالونية عليها.
كان مناخ عدم الثقة والمواجهات حاضرًا ليس فقط بين مؤسسات الجمهورية والمنظمات العمالية، بل بين المنظمات نفسها، خاصة بين الفوضويين من جهة والاشتراكيين والقوميين الكتالونيين والشيوعيين من جهة أخرى. حتى بين الشيوعيين كان هناك انقسام قوي. وفي المقابل اتبع الشيوعيون الستالينيون من الحزب الشيوعي الإسباني PCE وحزب PSUC العقيدة الرسمية للاتحاد السوفياتي، ودعموا المعالجة المنفصلة للحرب والثورة والدفاع عن الجمهورية الإسبانية الثانية. وكان PCE الحزب الشيوعي الرئيسي في البلاد، لكن كانت PSUC المنظمة الشيوعية الرئيسية في كاتالونيا. ومن ناحية أخرى كان حزب الوحدة العمالي الماركسي المناهض للاستبداد (POUM) التابع للتروتسكيين معارضًا لجوزيف ستالين وكان يدعم القيام بالثورة أثناء الحرب؛ واتفق الفوضويون مع الماركسيين في تلك النقطة.
كان التوتر يتصاعد بسبب سلسلة الأحداث التي وقعت خلال الشتاء، مما زاد من حدة المناخ السياسي ومهد الطريق لما سيحدث لاحقًا. بدأت حملة حزب PCE ضد حزب العمال الماركسي POUM في مارس خلال مؤتمر سياسي في بلنسية. فقاموا بتشويه سمعة قادة حزب العمال الماركسي واتهامهم بأنهم عملاء نازيون سريون بموجب دعاية ثورية كاذبة بأنهم عملاء أعداء تم اختراقهم في البلاد. ثم قدم حزب العمال الماركسي مقترح دعوة ليون تروتسكي للإقامة في كاتالونيا، على الرغم من خلافاته معه. فأصبح قادة حزب العمال الماركسي (POUM) مشكوكًا فيهم بشكل متزايد خلال ربيع 1937. وأصبح التوتر في شوارع برشلونة واضحًا مع دخول الربيع الساخن: قاد خوسيه آسينز باترولاس دي كونترول الذي لا يمكن السيطرة عليه واستمر في الاعتقال التعسفي والقتل بنظام باسيوس سيئ السمعة. مارست الدوريات الأناركية الأخرى المصادرة الخاصة والتي لم تكن أكثر من سرقة. كان جوزيب تاراديلاس الذراع الأيمن لكومبنيس مصمماً على توحيد قوات الأمن في كاتالونيا تحت قيادة واحدة والانتهاء من قيادة باترولاس دي كونترول. وفي 26 مارس منع أي انتماء سياسي لأفراد الشرطة وطالب جميع المنظمات السياسية بتسليم أسلحتها. وهكذا انسحب اللاسلطويون من حكومة خنيراليتات كاتالونيا. فاندلعت أزمة أجبرت كومبنيس على الاستسلام لمطالبهم، فاحتفظ الفوضويون بأسلحتهم وظلت دوريات باترولاس دي كونترول في مكانها.
في 25 أبريل أجبرت قوة من حرس الحدود في بويغثيردا دوريات الكونفدرالية CNT على تسليمها السيطرة على الجمارك بعدما كانت تمارسها بشكل غير قانوني. وكان وزير المالية خوان نيغرين قد عزم على انتزاع السيطرة على النقاط الحدود المهمة من الكونفدرالية. أصبح مجتمع بويغثيردا مركزًا للتجسس وتزوير جوازات السفر والهرب السري، وقام رئيس البلدية أنطونيو مارتن إسكوديرو مع إصراره على مواصلة العمل الجماعي العام، بتربية ماشيته الخاصة. وقد قتل هو ومن معه من رجاله خلال المواجهات العنيفة. بعد ذلك لم يكن من الصعب على الحكومة الجمهورية السيطرة على المراكز الجمركية الأخرى. بالتزامن مع تلك الأحداث، تم إرسال الحرس الجمهوري الوطني وحرس الاقتحام إلى فيغيراس ومدن أخرى شمال كاتالونيا لتحل محل دوريات الكونفدرالية. وفي برشلونة بدأت المخاوف من اندلاع حرب مفتوحة بين الفوضويين وحزب العمال الماركسي من جهة وحكومة لارجو كابييرو والشيوعيين من جهة أخرى. وأقام كل جانب مستودعات للأسلحة وحصن المباني في الخفاء خوفا من هجوم الخصم أولاً. واستمر التوتر لمدة أسبوع. ومر الأول من مايو الذي كان يومًا تقليديًا للاحتفال بصمت حيث وافق CNT وUGT على تعليق المسيرات، الأمر إن حدث كان لا محالة سيسبب في اضطرابات.

## الأطراف المتحاربة
شاركت ثلاث قوى سياسية رئيسية في الأحداث التي أدت إلى أيام مايو. على الرغم من أن جميع الأحزاب كان لها هدف رئيسي هو الانتصار في الحرب، إلا أن لدى CNT وFIJL وPOUM ومجموعات ثانوية أخرى مثل مجموعة أصدقاء دوروتي الأناركية أو القسم البلشفي-اللينيني التروتسكي في إسبانيا دافع ثوري واضح. كانت مشاركة تلك الجماعات في الحرب والتي كانت حاسمة في بداية أحداث الحرب مدفوعة بالدفاع عن الثورة وليس عن الجمهورية. اعتبر الحزب الاشتراكي الموحد في كاتالونيا (PSUC) أن النهج الثوري غير مناسب دون كسب الحرب أولاً.
كانت هناك أيضًا مجموعات تميل للعودة إلى شرعية الجمهورية، مثل السلطات الجمهورية لحكومة بلنسية والخنيراليتات، بدعم من أحزاب مثل PSUC واليسار الجمهوري لكتالونيا. والقطاع الثالث يتكون من أكبر جزء "ممكن" من الكونفدرالية لصالح الوقف الفوري للأعمال العدائية بين الجانبين المذكورين أعلاه. على الرغم من أن حزب PSUC لم يكن حزباً برجوازيًا، إلا أنه من وجهة نظر السلطات الجمهورية تم تقديمه كبديل للفوضى الثورية ودعا إلى تقوية الحكومة المركزية التي ستأخذ مكان اللجان المحلية؛ لتحقيق ذلك كانت هناك حاجة إلى جيش وتنظيم وتدريب وتوجيه من قبل قيادة واحدة. يلخص أورويل خط الحزب على النحو التالي:
«... التشبث بشظايا الرقابة العمالية وببغاء الأهداف الثورية هو عديم الجدوى: فهو لا يعيق الثورة فحسب، بل إنه مضاد للثورة أيضًا، لأنه يؤدي إلى الانقسامات التي يمكن أن يستخدمها الفاشيون ضدنا. في هذه المرحلة نحن لا يناضلون من أجل ديكتاتورية البروليتاريا ...» جورج أورويل

## التسلسل الزمني للاشتباكات

### بداية الأحداث

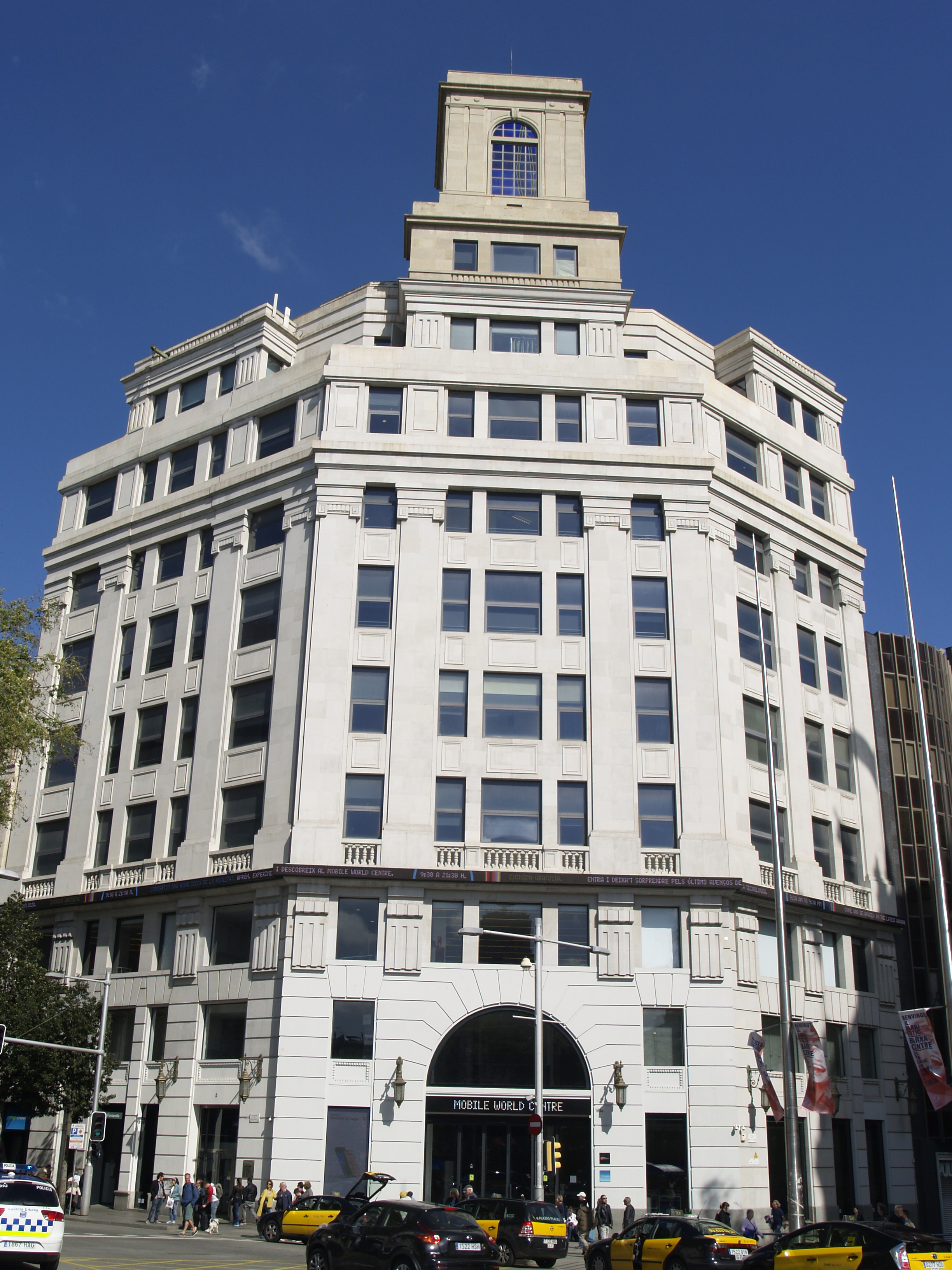
مبنى تليفونيكا في برشلونة. شكلت السيطرة على هذه المنشأة بداية أيام مايو.

مع بداية الحرب الأهلية الإسبانية كان التبادل الهاتفي تحت سيطرة لجنة النقابات العمالية في CNT-UGT، والتي جمعت شركات الهاتف في المناطق الجغرافية التي تسيطر عليها، مع وجود وفد حكومي متمركز في المبنى الذي يسيطر على الهاتف الكاتالوني الاتصالات. تقبل علم التأريخ تقليديًا أن الحدث الرئيسي الذي أشعل فتيل الصراع في برشلونة كان استيلاء حرس الاقتحام على مركز تبادل هاتف برشلونة. تعود أسباب اتخاذ القرار هي هيمنة CNT وتخريبها المكالمات الحكومية.
في 2 مايو اتصل وزير البحرية والجوية إنداليسيو برييتو هاتفياً بالخنيراليتات من بلنسية. فرد أحد المتخصصين الهاتفيين اللاسلطويين النقابيين على الجانب الآخر بأنه لا توجد حكومة في برشلونة، بل لجنة دفاع فقط. وكانت الحكومة مقتنعة بأن الفوضويين يسجلون محادثاتهم الهاتفية لأن لديهم بالطبع الوسائل للقيام بذلك. في نفس اليوم كانت هناك مكالمة من الرئيس مانويل أثانيا إلى كومبنيس رئيس الخنيراليتات. أثناء المحادثة قطعها عامل الهاتف قائلا إنه يجب استخدام الخطوط لأغراض أكثر أهمية من مجرد الحديث بين الرؤساء. لبعض الوقت كانت السلطات الجمهورية تشتبه في أن الأناركيين النقابيين يسيطرون على جميع المحادثات الهاتفية الرسمية، وكانت مثل هذه الحوادث بمثابة القشة الأخيرة.
بعد ظهر نفس اليوم 2 مايو جرى تبادل إطلاق النار بين أعضاء حزب دولة كتالونيا وFAI في برشلونة، مما أسفر عن مقتل أحد أعضاء الحزب الأخير.

### 3 مايو
توجهت قوة قوامها 200 ضابط شرطة بقيادة وزير النظام العام في حكومة كاتالونيا أوزيبيو رودريغيز سالاس، إلى المبنى المركزي لتليفونيكا وقدمت نفسها إلى قسم الرقابة الموجود في الطابق الثاني، بهدف السيطرة على المبنى. رأى اللاسلطويون ذلك على أنه استفزاز بعد أن احتلت اللجنة النقابية الأناركية مبنى تليفونيكا قانونًا، وفقًا لمرسوم الملكية الجماعية من الخنيراليتات. ومن جانبه كان لدى رودريغيز سالاس تفويض من رئيس الشؤون الداخلية للحكومة الإقليمية أرتيمي إيغوادير إي ميرو. فتح العمال الفوضويون النار من الطابق الثاني نزولا إلى قسم الرقابة. اتصل سالاس لطلب المساعدة ومع وصول سرية من الحرس الجمهوري الوطني مع اثنين من رؤساء دوريات المراقبة، ديونيسيو إيروليس (من مركز الشرطة الفوضوي) وخوسيه أسينز (من دوريات المراقبة). أقنع إيرولس عمال CNT بوقف إطلاق النار. على الرغم من مقاومتهم في البداية إلا أنهم سلموا أسلحتهم بعد إطلاق النار عبر النوافذ لتفريغ الذخيرة.
تجمع حشد من الناس في ساحة كاتالونيا: في البداية كان يعتقد أن الفوضويين قد أسروا قائد الشرطة. اتخذ حزب العمال الماركسي وأصدقاء دوروتي واللينينيين البلاشفة والشباب التحرري مواقعهم، وبعد بضع ساعات قامت جميع المنظمات السياسية بإخراج أسلحتها المخبأة وبدأت في بناء الحواجز. من هذه المناوشة بدأت المعارك في أجزاء مختلفة من المدينة. تم بناء عدة مئات من المتاريس واحتلت وحدات الشرطة أسطح المنازل وأبراج الكنائس. بحلول الليل كانت برشلونة مدينة في حالة حرب.
سيطرت PSUC والحكومة على قطاع حضري يقع شرق رامبلاس. وسيطر الفوضويون على القطاع الغربي وكانت جميع الضواحي في أيديهم أيضًا. في وسط المدينة حيث مقار النقابات والأحزاب السياسية (موجودة في المباني والفنادق التي تم الاستيلاء عليها) قريبة نسبيًا، بدأ سماع طلقات نارية وتم إطلاق نيران الرشاشات المثبتة على السيارات. وفي مبنى تلفونيكا تم الاتفاق على هدنة، كي لاتنقطع الاتصالات الهاتفية التي كانت ضرورية للعمليات الحربية. حتى أن الشرطة المتمركزة في الطابق الأول أرسلت السندويشات إلى الفوضويين الذين احتلوا الطوابق العليا. ومع ذلك ألقيت من فوق أسطح المنازل عدة قنابل يدوية أدت إلى تفجير عدد سيارات للشرطة. في وقت مبكر من المساء اقترح زعماء POUM على القادة الفوضويين المذهولين في برشلونة أن يشكلوا تحالفًا ضد الشيوعية والحكومة. ولكن رفض القادة الفوضويون على الفور.

### 4 مايو
غرقت برشلونة في صمتها مساء 4 مايو، ولم تقطعها سوى نيران البنادق والمدافع الرشاشة. كانت المتاجر والمباني مغطاة بالحواجز. هاجمت مجموعات مسلحة من الفوضويين مقرات حرس الاقتحام والمباني الحكومية. فرد هؤلاء ومعهم الميليشيات الشيوعية بهجوم مضاد. دعمت معظم البروليتاريا في برشلونة الأناركيين النقابيين وكانوا يخشون بدء حرب أهلية أخرى داخل الحرب الأهلية. وفي الساعة الحادية عشرة صباحًا اجتمع مندوبو CNT ووافقوا على القيام بكل ما هو ممكن لاستعادة الهدوء. في غضون ذلك قرأ الزعيمان اللاسلطويان غارسيا أوليفر وفيديريكا مونتسيني والمدير التنفيذي للاتحاد العمال العام UGT كارلوس هيرنانديز زانكاجو في الإذاعة نداءًا لأتباعهم لإلقاء أسلحتهم والعودة إلى العمل. وصل الوزراء الأناركيون إلى برشلونة ومعهم ماريانو رودريغيز فاسكيز "ماريانيت" (سكرتير اللجنة الوطنية للـ CNT) وباسكوال توماس وكارلوس هيرنانديز (من اللجنة التنفيذية ل UGT). لم يرغب أي منهم في مواجهة الشيوعيين، وأيضًا لم تكن لدى الرئيس لارجو كابييرو الرغبة في استخدام القوة ضد الفوضويين. وقالت فيديريكا مونتسيني لاحقًا إن أخبار أعمال الشغب قد ألقتها مع الوزراء الأناركيين الآخرين كانوا غير مستعدين تمامًا.
وعلى جبهة أراغون تجمعت وحدات من الفرقة الأناركية السادسة والعشرون (عمود دوروتي سابقًا) بقيادة جريجوريو جوفر في بربشتر للتقدم في مسير نحو برشلونة. ولكنهم ظلوا في مواقعهم بعد سماع البث الإذاعي لغارسيا أوليفر. وفي هذه الأثناء لم تلغ الفرقة 28 (عمود أسكاسو السابق) والفرقة التاسعة والعشرون من POUM بقيادة روفيرا، مسيرها المقترح نحو برشلونة حتى هدد قائد سلاح الجو الجمهوري في جبهة أراغون ألفونسو رييس بالقصف إذا استمروا في خطتهم.
وفي الساعة الخامسة مساءًا قُتل العديد من الأناركيين على يد الشرطة بالقرب من فيا دوروتي (فيا لايتانا الحالية). بدأ حزب اتحاد العمال الماركسي POUM في دعم المقاومة علنًا. وفي إطلاق النار الذي وقع في ذلك اليوم قُتل الفوضوي الشهير دومينغو أسكاسو، وهو قريب لفرانسيسكو أسكاسو ورئيس المجلس الإقليمي للدفاع في أراغون خواكين أسكاسو. وزع القسم البلشفي اللينيني في إسبانيا وهو مجموعة رسمية من الأممية الرابعة في إسبانيا، على حواجز برشلونة منشورات بعنوان "حياة طويلة للهجوم الثوري"، والتي تضمنت البيان التالي:
العمر الطويل للهجوم الثوري - لا تنازلات - نزع سلاح الحرس الجمهوري الوطني وحرس الاقتحام الرجعي -التوقيت أمر حاسم- في المرة القادمة سيكون الأوان متأخراً - إضراب عام في جميع الصناعات التي لا تعمل من أجل المجهود الحربي ، حتى استقالة الحكومة الرجعية - فقط القوة البروليتارية يمكنها ضمان النصر العسكري، إعطاء الأسلحة للطبقة العاملة، عاشت وحدة عمل CNT-FAI-POUM - عاشت الجبهة الثورية البروليتارية - في ورش العمل والمصانع والمتاريس الخ .. لجان الدفاع الثوري.

### 5 مايو
داخل مجلس كتالونيا واصل تاراديلاس وبدعم من الرئيس كومبنيس رفضه الاستجابة لمطالب الفوضويين باستقالة رودريغيز سالاس. لكن في النهاية تم التوصل إلى حل وسط، وهو هدنة هشة مع المجموعات المختلفة، حيث ستستقيل الحكومة الكاتالونية وتشكل حكومة جديدة سيتم استبعاد سالاس منها، لتلبية الطلبات الأناركية. ويكون الأناركيون واليسار PSUC واتحاد المزارعين ممثلين في الحكومة الجديدة. لكن استمرت عمليات إطلاق النار العشوائية منتشرة في شوارع مدينة برشلونة، مما أسفر عن مقتل أولئك الذين غامروا بالخروج من ملاجئهم. وفي الساعة التاسعة والنصف صباحًا هاجم الحرس الاقتحام المكتب المركزي للنقابة الطبية في ساحة سانتا آنا بوسط المدينة، والمقر المحلي لـ FIJL. استنكر الفوضويون تواطؤ الحكومة والمصالح السوفيتية في إنهاء الثورة الاجتماعية التي تحدث في كاتالونيا. ونشرت الجماعة الأناركية مجموعة أصدقاء دوروتي عدة منشورات تطالب بالإفراج عن فرانسيسكو ماروتو ديل أوجو (وهو فوضوي أندلسي مسجون مؤخرًا) ودعت السكان إلى المقاومة. أعلنت في إحداها أن:
تم تشكيل المجلس العسكري الثوري في برشلونة. سيتم إعدام كل المسؤولين عن الانقلاب، الذين يعملون تحت حماية الحكومة. سيكون حزب العمال الماركسي عضوا في المجلس العسكري الثوري لأنهم دعموا العمال.
ومع ذلك رفض كل من CNT-FAI و FIJL المشاركة في مبادرة المجموعة. وفي حوالي الساعة الخامسة بعد الظهر جرى اعتقال الكاتبين الأناركيين الإيطاليين كاميلو بيرنيري وفرانشيسكو باربيري من قبل مجموعة من اثني عشر حارسًا، ستة منهم من الشرطة البلدية والباقي أعضاء في PSUC. وقد قُتل كلاهما أثناء الاعتقال. فأصبح مناخ الإنذار أكثر سخونة عندما وصلت بعض المدمرات البريطانية إلى الميناء. خشي حزب العمال الماركسي POUM أنهم قدموا في مهمة قصف بدون سبب.. في الواقع خشي الإنجليز من سيطرة الفوضويين على الوضع وكان هناك حديث عن إخلاء الرعايا الأجانب من المدينة. وفي الليل وصلت فيديريكا مونتسيني وزيرة الصحة وعضو مهم في الكونفدرالية CNT، إلى المدينة بهدف التوسط بين الأطراف. وقد عُثر على الشيوعي أنطونيو سيسي الأمين العام لـ UGT القطالوني وعضو المجلس المؤقت الجديد لخنيراليتات كاتالونيا مقتولًا في تبادل لإطلاق النار مع أعضاء الكونفدرالية عندما كان في طريقه لاستلام وظيفته.
وفي نفس اليوم جرت معارك في تاراغونا ومدن ساحلية أخرى، حيث شرع حرس الاقتحام في إخلاء المقسمات الهاتفية التي احتلتها الكونفدرالية؛ تكررت الحالة في طرطوشة وفيتش، مما أعطى توازنًا في نهاية اليوم مع مقتل أكثر من ثلاثين من الفوضويين في تاراغونا ومثلهم في طرطوشة. قبل الرئيس الكتالوني العرض الذي قدمه رئيس الحكومة بإرسال المساعدة له لاستعادة النظام.

### 6 مايو
خلال الساعات الأولى من الصباح طلبت الكونفدرالية طلب مرة أخرى من العمال العودة إلى عملهم دون جدوى، بسبب الخوف أكثر منه العناد. واستؤنف القتال بعد الظهر، وفي إحدى دور السينما قُتل العديد من الحرس الوطني الجمهوري بطلقات مدفعية من عيار 75 ملم أحضرها العديد من الشباب التحرري من الساحل.
غادرت قوة قوامها ما يقرب من 5000 فرد معظمهم من الحرس الاقتحام مدريد وفالنسيا إلى العاصمة الكاتالونية. وفي الليل وصلت مدمرتان جمهوريتان برفقة البارجة خايمي الأول إلى ميناء برشلونة من فالنسيا محملة برجال مسلحين؛ تمكن برييتو من التغلب على عدم رغبة لارجو كابييرو في اتخاذ إجراءات بشأن تلك المسألة. ومع انتشار الأخبار في جميع أنحاء المدينة، تخلى معظم العمال المضربين عن المقاومة. وفي تاراغونا هاجمت ميليشيات حزب دولة كتالونيا واليسار الجمهوري وPSUC المقر المحلي لـ FIJL، وتمكنوا من الاستيلاء عليه.

### 7 مايو
في الساعة 8:20 صباحًا وصلت بعثة حرس الاقتحام إلى برشلونة، واحتلت المراكز المهمة المختلفة في المدينة. وأتي آخرون عن طريق البر من بلنسية، بعد أن سيطروا على أعمال الشغب في تاراغونا وريوس. وقد قام الفوضويون المحليون بتفجير الجسور والطرق والسكك الحديدية لمنع مرور الطابور. في ذلك اليوم دعت الكونفدرالية مرة أخرى إلى العودة إلى العمل، وأعلن في الراديو: "تسقط الحواجز! فليأخذ كل مواطن جانب الرصيف! لنعد إلى الحياة الطبيعية! كانت القوات الاستكشافية التي دخلت برشلونة تحت قيادة المقدم إميليو توريس الذي تمتع ببعض التعاطف من الفوضويين ولهذا السبب اقترحت الكونفدرالية تكليفه بتلك المهمة لتسهيل العودة إلى الحياة الطبيعية. وشرع حرس الاقتحام في مدينتي برشلونة وتاراغونا والعديد من البلدات الأخرى في نزع سلاح واعتقال العديد من أعضاء الكونفدرالية و FAI و FIJL و POUM الذين شاركوا في الأحداث.

### 8 مايو
عادت الشوارع إلى طبيعتها مع بعض الحوادث المنفردة، وبدأت إزالة الحواجز. وأخيرًا انتهت أعمال الشغب في برشلونة. وقدرت الصحافة في ذلك الوقت عدد الضحايا بـ 500 قتيل و 1000 جريح. كانت لأيام مايو أحداث ثانوية جرت في العديد من البلدات، لا سيما في مقاطعتي برشلونة وتاراغونا. وقد ناضل الفوضويين والتروتسكيين بقوة، إلا أنهم هزموا في النهاية.

## التداعيات والنتائج
كانت لأحداث مايو عواقب عميقة وطويلة. من ناحية أظهرت أنه لم يعد هناك أي تماسك بين الأناركيين، كما كان الحال في 18 يوليو 1936. وظهرت فجوة بين الوزراء الأناركيين المنغمسين في مهمة كسب الحرب، وبين الفوضويين الشباب المهووسون بجعل الثورة تنتصر فوق كل شيء. وفقدت شخصيات كانت ذات يوم مؤثرة للغاية مثل إسكورزا وغارسيا أوليفر سيطرتها على أتباعها. أظهرت الأزمة أنه لا يمكن أن تكون هناك هدنة بين الشيوعيين وحزب العمال الماركسي POUM. واستعادت خنيراليتات كاتالونيا وظائفها السابقة، بدخول ممثل واحد من UGT (الشيوعي فيديا)، وآخر من CNT (فاليريو ماس) وآخر من Esquerra (تارادياس). وجرت في تاراغونا محاكمة بعض المسؤولين عن القتل، ولم يُحكم عليهم بالإعدام ولكن فقط بالسجن.
بدا أن خنيراليتات كاتالونيا والشيوعيين والحكومة المركزية على استعداد للعمل معًا ضد المتطرفين، بالقوة إذا لزم الأمر. سارع المدير الجديد للنظام العام في برشلونة خوسيه إتشيفاريا نوفوا إلى استعادة الحياة الطبيعية لجزء كبير من النظام القضائي، وبهذه الطريقة تمكن الشيوعيون من شن حملتهم ضد حزب العمال الماركسي بسهولة. ولم تتخذ السلطات الجمهورية مزيدًا من الإجراءات ضد CNT-FAI بسبب القوة العظيمة التي ما زالت تحتفظ بها، وأيضًا بسبب دعمها الشعبي الكبير. أما حزب العمال الماركسي فقد كان وضعه مختلفًا تمامًا، حيث انتهى الأمر بحكومة الجمهورية إلى حظر الحزب بعد فترة وجيزة (في 16 يونيو) واعتقلت قادته الرئيسيين، ومن بينهم جوليان جوركين وأندرو نين. وانتهى المطاف بـ POUM بالاختفاء من الخريطة السياسية، في حين لم تتدخل الحركة الأناركية مرة أخرى في الحرب كما فعلت من قبل. وعلى المدى الطويل وضعت تلك الخلافات الداخلية التي مزقت الجمهورية عبئًا على وحدتها الداخلية ضد المتمردين. كانت النتيجة ذاتها لأحداث برشلونة هي سقوط حكومة النصر برئاسة لارجو كاباليرو ورحيل الوزراء الأناركيين الأربعة الذين كان لهم تمثيل فيها، بالإضافة إلى انتصار واضح في نفوذ وقوة الشيوعيين داخل الجانب الجمهوري.
بالنسبة لجورج أورويل الذي عانى من أحداث مايو 1937 في برشلونة بشكل مباشر، فإن ما حدث لا يمكن فهمه إلا من منظور أن القوى الشيوعية أرادت ممارسة سيطرة كاملة على الجمهورية ولن تسمح بثورة لا يمكنها السيطرة عليها؛ ووفقًا له فإن رد الفعل هذا ضد الثورة كان أحد الأسباب الرئيسية لخسارة الحرب.